# Black Lake (Fond du Lac River, Saskatchewan)
Der Black Lake (englisch für „schwarzer See“) ist ein See im Norden der kanadischen Provinz Saskatchewan.

## Lage
Der 281 m hoch gelegene Black Lake befindet sich im Einzugsgebiet des Mackenzie River. Der See hat eine Wasserfläche von etwa 443 km². Die Seelänge beträgt 60 km, die maximale Breite 15 km. Hauptzuflüsse des Sees sind der Chipman River, der Cree River, der Fond du Lac River sowie der Souter River. Der Black Lake wird vom Fond du Lac River nach Westen zum Lake Athabasca hin entwässert.
Die Siedlung Black Lake liegt am Nordwestufer des Sees nahe der Stelle, wo der Fond du Lac River abfließt.

## Seefauna
Folgende Fischarten leben im Black Lake: Glasaugenbarsch, Amerikanischer Flussbarsch, Hecht, Amerikanischer Seesaibling, Arktische Äsche, Coregonus, die Saugkarpfen Catostomus commersonii und Catostomus catostomus sowie die Quappe.